# Дагомейские амазонки

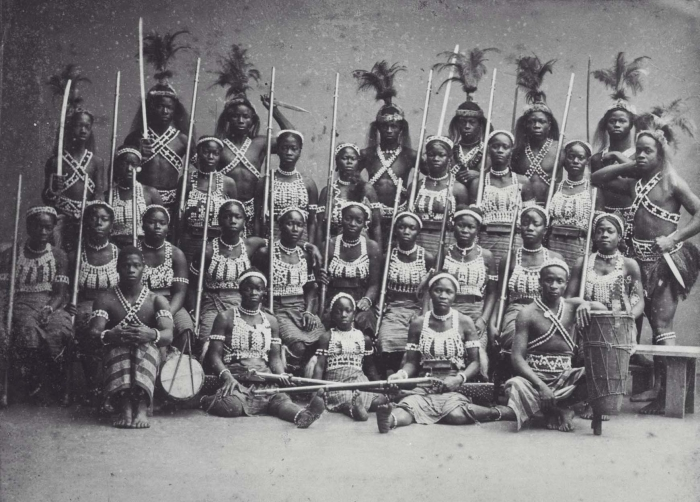
Групповой портрет амазонок во время их пребывания в Париже (1891), из коллекции Тропического музея.

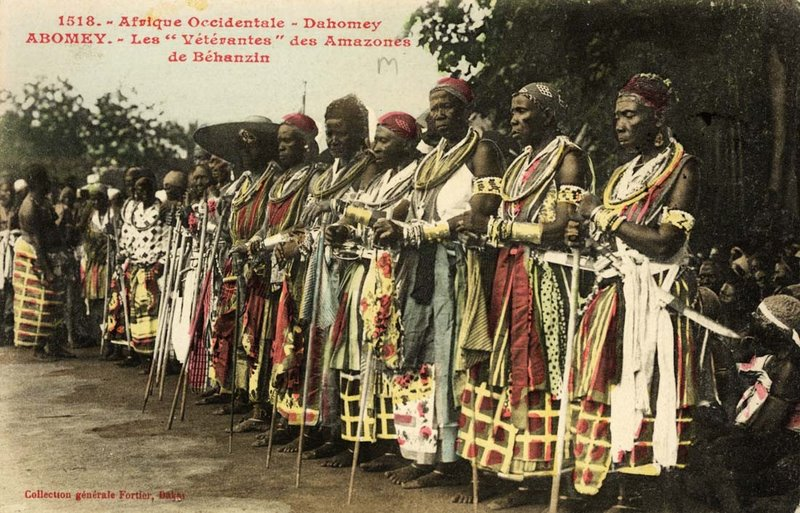
Ветераны Дагомейских амазонок короля Беханзина на ежегодной встрече в городе Абомей в 1908 году

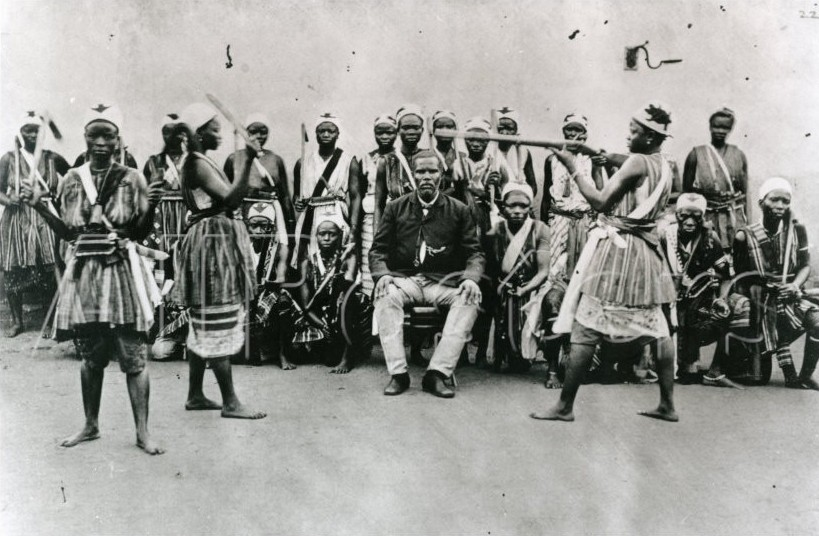
Дагомейские амазонки, фотография 1890 года

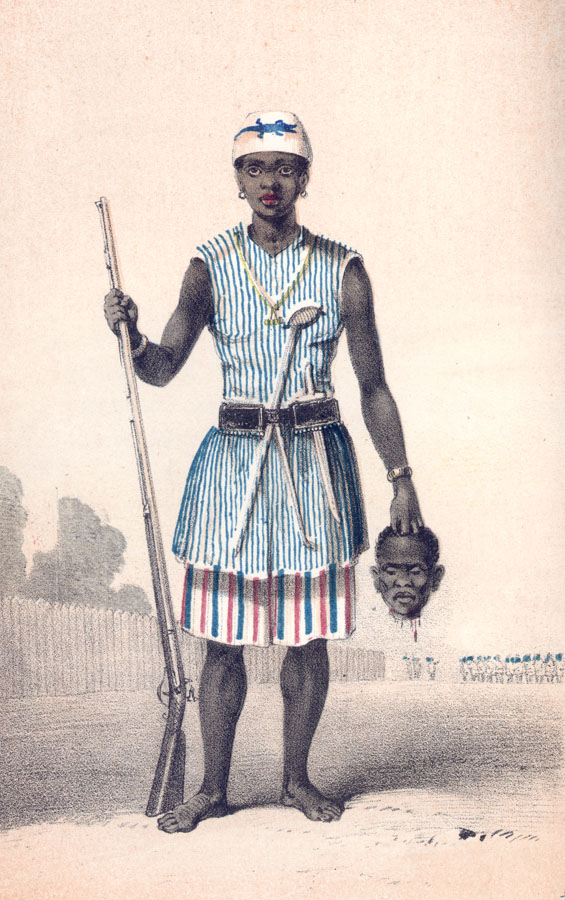
Предводительница дагомейских амазонок Се-Донг-Хонг-Бе. Рисунок 1851 года

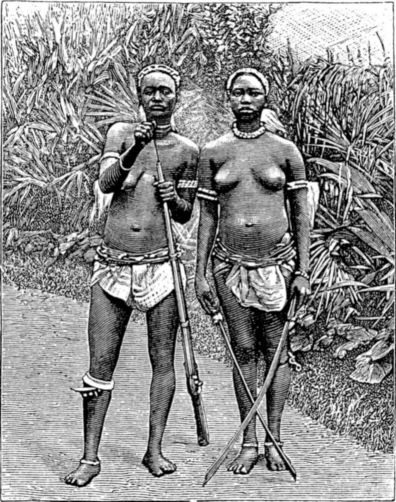
Королевские гвардейцы, 1898 год

Дагомейские амазонки — женское военное формирование в королевстве Дагомея народа фон, существовавшее до конца XIX века. Получило своё название от западных путешественников и историков, сравнивавших этих женщин со скифскими амазонками, жившими в древности на территории Малой Азии и по берегам Чёрного моря.

## Происхождение
Король Хоуэгбаджа (который правил с 1645 по 1685 год), третий король Дагомеи, как сообщается, создал первое формирование, которое позднее превратилось в «амазонок», в качестве отряда охотников на слонов, носивших название «гбето».
Сын короля Хоегбаджи Агаджа (правивший с 1708 по 1732 год) создал отряд женщин-телохранителей в своей армии и, как сообщается успешно использовал их в завоевании Дагомеей соседнего царства Сави в 1727 году. Сведения об их существовании встречаются в записях европейских торговцев, которые сообщали об аналогичных воительницах среди народа ашанти. В течение следующих приблизительно ста лет они получили репутацию бесстрашных воинов. Хотя они воевали редко, но зарекомендовали себя как очень хорошие бойцы.
Группа женщин-воительниц называлась словом «mino», что означает «наши матери» на языке фон, солдатами-мужчинами армии Дагомеи. Со времён короля Гезо (правившего с 1818 по 1858 год) Дагомея становилась всё более военизированным государством. Гезо придавал большое значение армии и увеличивал расходы на военные нужды, упорядочивая их структуру. «Мино» теперь проходили специальный курс обучения, носили военную форму и были оснащены голландским оружием (полученным посредством работорговли). К этому времени отряды «мино» насчитывали от 4000 до 6000 женщин, что составляло около трети всей армии Дагомеи.

## Вербовка
«Мино» были набраны из числа так называемых «ахоси» («ahosi» буквально «царские жёны»), которых часто могли быть сотни. Некоторые женщины из народа фон становились «ахоси» добровольно, в то время как другие призывались насильно, если их мужья или отцы жаловались королю на их поведение. Служба в рядах «мино» подразумевала оттачивание всех агрессивных черт характера для целей войны. Во время своей службы женщины не имели права иметь детей или вообще вести какую-либо семейную жизнь. Многие из них были девственницами. Их подразделение имело полусвященный статус, который был связан с западноафриканским культом вуду.
Тренировки «мино» включали в себя интенсивные физические упражнения. Дисциплина была очень строгой. В последний период своего существования они были вооружены винтовками-винчестерами, палицами и ножами. Командирами подразделения также были женщины. Пленников, которые попадали к ним в руки, амазонки часто обезглавливали.

## Участие в конфликте с Францией
Европейская колонизация Западной Африки по-настоящему началась лишь во второй половине XIX века, и в 1890 году король Беханзин начал войну с французскими войсками, получившую название Первая франко-дагомейская война. По словам Холмса, многие из французских солдат, воевавших в Дагомее, колебались, прежде чем стрелять в «мино» или атаковать их штыками. Якобы в результате этого французы понесли существенные потери.
В конечном счёте, получив поддержку Иностранного легиона и будучи вооружёнными превосходящим оружием, включая пулемёты, а также обладая кавалерией и морской пехотой, французы нанесли дагомейской армии потери, превосходившие их собственные в десять раз. После нескольких сражений французские войска одержали победу. Легионеры позже писали о «невероятной смелости и дерзости» «амазонок».
Во время Второй франко-дагомейской войны женские отряды также играли существенную роль, а их негативный образ использовался во французской печати как пропаганда в целях оправдания завоевания «варварской» и «нецивилизованной» Дагомеи. В частности, был опубликован рисунок (ныне находится в Музее на набережной Бранли в Париже), на котором французский офицер был убит такой «амазонкой» посредством её острых зубов, которыми она вырвала кусок мяса из его шеи. Последняя оставшаяся в живых «дагомейская амазонка» умерла, как сообщается, в 1979 году.

## В кино
- «Зелёная Кобра» — режиссёр Вернер Херцог (ФРГ; Гана, 1987).
- «Королева-воин» — режиссёр Джина Принс-Байтвуд (США; ЮАР, 2022).